# Juliana Pasha
Juliana Pasha (Tirana, 1980. május 20.) albán énekesnő.
Részt vett a 2009-es albán eurovíziós nemzeti döntőn a Festivali i Këngësön, ahol az 1. helyet szerezte meg a Nuk mundem pa ty című számával. 2010 márciusában a dalt angol nyelvűre módosították, így a májusi döntőben az It’s All About You-t hallhattuk tőle.
2010. május 25-én lépett fel először, az első elődöntőben a fellépési sorrendben tizenkettedikként, a máltai Thea Garrett My Dream című száma után, és a görög Giorgos Alkaios & Friends OPA! című száma előtt. Összesen 76 pontot szerzett, ami a hatodik helyet jelentette a tizenhét fős mezőnyben, ami elegendő volt a döntőbe jutáshoz.
2010. május 29-én lépett fel a döntőben tizenötödikként, a török maNga We Could Be The Same című száma után, és az izlandi Hera Björk Je ne sais quoi című száma előtt. A szavazás során 62 pontot szerzett, ami a tizenhatodik helyet jelentette a Dalverseny huszonöt fős döntőjében.
A 2010-es szereplése előtt már kétszer szerepelt az albán válogatón. 2007-ben a Qielli i ri című dalt adta elő, ezzel a harmadik helyet megszerezve, majd 2008-ban a Një jetë-t adta elő a 2006-os albán induló, Luiz Ejlli közreműkodésében. Ezzel egy helyet előrébb ugrott a 2007-es szerepléséhez képest, de az igazi nagy áttörést a 2009-es nemzeti döntő jelentette, amikor nyerni tudott.

## Fordítás
- Ez a szócikk részben vagy egészben  a   Juliana Pasha című angol Wikipédia-szócikk fordításán alapul.  Az eredeti cikk szerkesztőit annak laptörténete sorolja fel. Ez a jelzés csupán a megfogalmazás eredetét és a szerzői jogokat jelzi, nem szolgál a cikkben szereplő információk forrásmegjelöléseként.